# コナル・クレヴサネ
コナル・クレヴサネ（アイルランド語: Conall Cremthainne、480年没）、別名 Conall Err Breg はアイルランドの王。ニアル・マク・エヒダハ（「九人の人質を取ったニアル」）の息子で、イー・ネール王朝の祖の一人。
『レンスターの書』が収める王のリストによれば、彼はイー・ネール出身者としては初めてのウシュネフ王である。
彼はクレヴサネという副名によって、同名の兄弟であるコナル・グルヴァンと区別されている。
兄弟に同じ名前が与えられることは奇妙にも思えるが、アイルランドでは多くの子を儲けた王によって慣例的に行われ、16世紀までは普通の事であった。
この副名は、おそらく彼がアルギアラ のイー・フレヴサン（Uí Chremthainn）族に里子に出された事を意味している。
ティーレハーンによる聖パトリックの聖人伝によれば、パトリックはタルティウの集会においてコナル・クレヴサネを祝福したが、コナルの兄弟でありケネール・ゴルブリの祖であるコルブレ・マク・ネールについてはこれを拒んだ。パトリックがこのようにニアルの子らに対し異なる態度を示した事はおそらくは史実に基づくものではなく、後世に権勢を得た氏族がパトリックを利用して祖を称揚することで自身の正当性を主張した、一種のプロパガンダであると考えられる。
コナル・クレヴサネの死について、年代記にはその没年以上の情報は記されていない。
コナル・クレヴサネとその息子フェルグス・ケルベール（Fergus Cerrbél）はクラン・ホルマーンとシール・ナイド・スラーネの祖となった。また、もう一人の息子である Ardgal mac Conaill （520年没）はミース県の Cenél nArdgail の祖となった。